# Список вулканів Південних Сандвічевих островів
Список діючих і згаслих вулканів на Південних Сандвічевих островах (Велика Британія).
| Назва              | Висота | Висота | Місцезнаходження                                          | Останнє виверження |
| Назва              | метрів | фути   | Координати                                                | Останнє виверження |
| ------------------ | ------ | ------ | --------------------------------------------------------- | ------------------ |
| Острів Бристоль    | 1100   | 3609   | 59°02′ пд. ш. 26°35′ зх. д. / 59.03° пд. ш. 26.58° зх. д. | 1956 рік           |
| Острів Кендлемас   | 550    | 1804   | 57°05′ пд. ш. 26°40′ зх. д. / 57.08° пд. ш. 26.67° зх. д. | 1911 рік           |
| Гора Годсон        | 1005   | 3297   | 56°42′ пд. ш. 21°09′ зх. д. / 56.70° пд. ш. 21.15° зх. д. | 1930 рік           |
| Острів Лєскова     | 190    | 623    | 56°40′ пд. ш. 28°08′ зх. д. / 56.67° пд. ш. 28.13° зх. д. | Голоцен            |
| Гора Міхаель       | 990    | 3248   | 57°47′ пд. ш. 26°27′ зх. д. / 57.78° пд. ш. 26.45° зх. д. | 2005 рік           |
| Гора Белінда       | 1370   | 4495   | 58°25′ пд. ш. 26°20′ зх. д. / 58.42° пд. ш. 26.33° зх. д. | 2006 рік           |
| Протектор (мілина) | -27    | -89    | 55°55′ пд. ш. 28°05′ зх. д. / 55.92° пд. ш. 28.08° зх. д. | 1962 рік           |
| Острів Туле        | 1075   | 3526   | 59°27′ пд. ш. 27°22′ зх. д. / 59.45° пд. ш. 27.37° зх. д. | 1986 рік           |
| Гора Каррі         | 551    | 1808   | 56°18′ пд. ш. 27°34′ зх. д. / 56.30° пд. ш. 27.57° зх. д. | 1819 рік           |